# Jerzy Siankiewicz

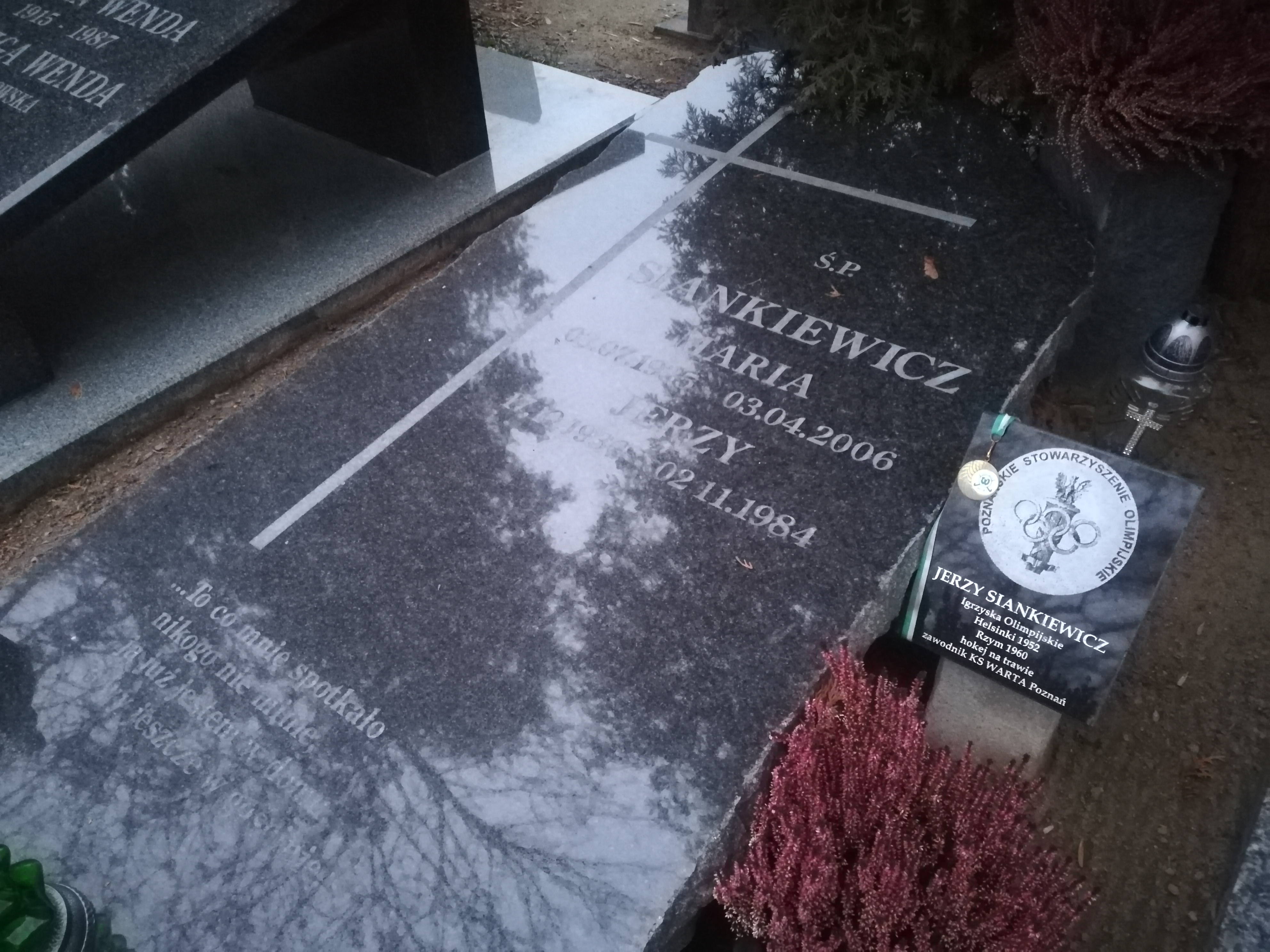
Grób na cmentarzu górczyńskim w Poznaniu

Jerzy Siankiewicz (ur. 17 października 1930 w Poznaniu, zm. 2 listopada 1984 tamże) – polski hokeista na trawie, olimpijczyk.
Był synem Jana i Marianny z Wróblewskich. Zdobył zawód tokarza pomiarowca. Uprawiał czynnie hokej na trawie w latach 1947-1964. Początkowo startował w Czarnych Poznań, potem w innych klubach poznańskich – Stali i Warcie. W barwach Warty krótko przed zakończeniem kariery świętował mistrzostwo Polski (1963). Grał w formacjach obronnych.
W latach 1952–1960 zaliczył 31 spotkań w reprezentacji narodowej. Uczestniczył w dwóch turniejach olimpijskich - w Helsinkach (1952, 6. miejsce) i w Rzymie (1960, 12. miejsce). Po zakończeniu kariery zawodniczej pracował w Warcie jako trener, prowadził z powodzeniem drużyny młodzieżowe. Działał również w  Okręgowym Związku Hokeja na Trawie w Poznaniu. W 1966 otrzymał odznakę Mistrza Sportu.